# Atrichops numidicus
Atrichops numidicus är en tvåvingeart som beskrevs av Thomas och Gagneur 1982. Atrichops numidicus ingår i släktet Atrichops och familjen bäckflugor.
Artens utbredningsområde är Algeriet. Inga underarter finns listade i Catalogue of Life.